# 曲膝茎莠竹
曲膝茎莠竹（学名：Microstegium geniculatum），也叫膝曲莠竹，为禾本科莠竹属下的一种一年生蔓生草本植物，高可达1米，分布于福建、台湾、广东。

## 扩展阅读
- 維基物種上的相關：曲膝茎莠竹